# 강력1반
《강력1반》은 2010년 1월 21일부터 2010년 5월 8일까지 방영한 OBS경인TV의 텔레비전 드라마로 1970년대와 1980년대 사이에 문화방송에서 방영한 드라마 《수사반장》의 스핀오프 작이다.

## 방송 일시
| 방송 채널 | 방송일                            | 방송 시간                              |
| --------- | --------------------------------- | -------------------------------------- |
| OBS       | 2010년 1월 21일 ~ 2010년 4월 24일 | 목요일 밤 11시 ~ 12시                  |
| OBS       | 2010년 5월 1일 ~ 2010년 5월 8일   | 토요일 밤 11시 ~ 12시                  |
| OBS       | 2011년 3월 14일 ~ 2011년 3월 29일 | 월요일, 화요일 밤 12시 30분 ~ 1시 30분 |
| OBS       | 2012년 1월 12일 ~ 2011년 2월 2일  | 수요일, 목요일 밤 12시 10분 ~ 1시 5분  |
| OBS       | 2012년 2월 12일 ~ 2012년 4월 1일  | 일요일 밤 10시 15분 ~ 11시 15분        |
| OBS       | 2013년 2월 2일 ~ 2013년 4월 13일  | 토요일 밤 1시 ~ 2시                    |

## 출연자

### 강력1반 형사들
- 김정석 : 남대식 반장 역
- 조정연 : 오형욱 형사 역
- 최해영 : 노은 형사 역[2]
- 육동일 : 신동민 형사 역

### 1화
- 이승민 : 김은숙 역
- 김슬기 : 김준식 역
- 박태경 : 정대수 역
- 한규환 : 이학호 역
- 임대순 : 상근 역
- 이나다 : 유정 역
- 김지숙 : 고민아 역
- 최황빈 : 친구 역

### 4화
- 차영옥 : 최경희 역
- 주하성 : 성현 역
- 양환호 : 주성 역
- 노수정 : 박다혜 역
- 나승호 : 박 의경 역
- 이희준 : 형사과장 역
- 조수아 : 차 순경 역
- 한기윤 : 상현의 후배 역

### 5화
- 송현주 : 박지영 역
- 송윤호 : 김정원 역
- 이경영 : 사장 역
- 이명우 : 최찬식 역
- 고애리 : 김안나 역
- 서민경 : 아낙네 역

### 8화
- 이수완 : 남자 역
- 김태영 : 주인 여자 역
- 최은석 : 사제 역
- 임현수 : 박상철 역
- 박현정 : 김서현 역

### 9화
- 손정민 : 제니 리 역[3]
- 임은혜 : 최진아 역
- 정경미 : 진아의 친구 역
- 김봉수 : 중년 남자 역
- 박희선 : 여사 역
- 김진국 : 남편 역
- 매슈 슬레이트 : 잭 월터 상병 역

### 11화
- 이원익 : 한홍규 역
- 김슬기 : 이찬석 역
- 성인자 : 이찬석의 어머니 역
- 서보배 : 미숙 역
- 나승호 : 박 의경 역
- 이상곤 : 조직책 역

### 12화
- 민아령 : 이효주 역
- 주하성 : 박정식 역
- 주동희 : 진우 역
- 공재원 : 변호인 역

### 13화
- 김태강 : 김병철 역
- 양승욱 : 어린 김병철 역
- 안준형 : 임성민 역
- 김기준 : 윤국호 역
- 박미선 : 이은주 역
- 김담희 : 모친 역
- 김선영 : 새댁 역
- 이명우 : 범인 역
- 최성웅 : 황 씨 역
- 오민휘 : 오 선생 역
- 이재순 : 문방구 주인 역

### 14화
- 박지은 : 최주희 역
- 김다혜 : 정유리 역
- 이정훈 : 김상호 역
- 손윤상 : 정현철 역
- 임대순 : 김재민 역
- 서보배 : 맞선녀 역
- 김영웅 : 서동재 역
- 한정예 : 아줌마 역

### 15화
- 주하성
- 한채진
- 김보군
- 강태원
- 한소울
- 김선영
- 이미애
- 허다정
- 손정림
- 오형준
- 염정구
- 이성민
- 강성훈
- 하지우
- 이상곤
- 유영복
- 한정애
- 김희라

## 방송 회차

### 2010년
| 회차 | 방송일   | 부제 (서브 타이틀)        |
| ---- | -------- | ------------------------- |
| 1화  | 1월 21일 | 미친 사랑                 |
| 2화  | 1월 28일 | 13년 후                   |
| 3화  | 2월 4일  | 외로우니까 사람이다       |
| 4화  | 2월 11일 | 노 웨이 아웃 (No Way Out) |
| 5화  | 2월 18일 | 피는 물보다 진하다        |
| 6화  | 2월 25일 | 일상다반사                |
| 7화  | 3월 4일  | 프롤로그와 에필로그       |
| 8화  | 3월 11일 | 아버지의 이름으로         |
| 9화  | 3월 18일 | 디 엔드 (The End)         |
| 10화 | 3월 25일 | 광 (狂, → 미치다)         |
| 11화 | 4월 1일  | 범죄의 권리               |
| 12화 | 4월 8일  | 바람이 지나간 자리        |
| 13화 | 4월 15일 | 악마가 온다               |
| 14화 | 4월 22일 | 화이트데이                |
| 15화 | 5월 1일  | 비상구는 없다             |
| 16화 | 5월 8일  | 스페셜 (최종회)           |

## 특이 사항
- 2009년 3월 18일에 방송된 시범 제작 드라마 《형사수첩》을 정규 편성한 작품이다.[4][5]
- 실제로 일어난 범죄를 소재로 제작한 드라마이다.
- 거의 모든 장면을 인천광역시와 경기도 부천시 일대에서 촬영하였다.
- 일부 방송분이 디지털 일안 반사식 카메라로 제작되었다.
  - 촬영 기종 : 캐논 EOS 5D 마크 II, 7D[6]

## 같이 보기
- 수사반장(MBC, 1970년대 ~ 1980년대)
- 강력반(KBS 2TV, 2011년)